# Arrivano le spose
Arrivano le spose (Here Come the Brides) è una serie televisiva statunitense in 52 episodi ispirata al film del 1954 Sette spose per sette fratelli (Seven Brides for Seven Brothers) e trasmessa per la prima volta negli Stati Uniti nel corso di 2 stagioni dal 1968 al 1970. in Italia è stata trasmessa, per la prima volta, a partire dal settembre 1982 sulle reti collegate all'allora neonato circuito televisivo Italia 1.

## Trama
La serie è ambientata nella seconda metà del 1800 nei pressi di Seattle e narra le gesta dei tre fratelli Bolt proprietari di una montagna da cui traggono profitto facendo i boscaioli. Vista la scarsità di donne presenti nella zona a causa delle disagiate condizioni di vita, per mantenere alto il morale dei tantissimi taglialegna che lavorano per loro nell'accampamento, i Bolt decidono di fare arrivare 100 giovani donne per dare la possibilità ad ogni uomo di trovarsi una compagna. Al tempo stesso scommettono, in cambio di un prestito di denaro, la loro intera proprietà con l'avido Aaron Stempel che nessuna delle ragazze lascerà Seattle prima che sia trascorso un anno dal suo arrivo. Per i Bolt non sarà facile non perdere la scommessa viste le innumerevoli condizioni che le ragazze quotidianamente impongono e visti anche i tanti trucchi e sotterfugi a cui fa ricorso Stempel pur di avere la meglio sui Bolt. A dar manforte ai tre fratelli vi sono Lottie, che è la proprietaria del saloon locale, e il capitano Clancy, un vecchio lupo di mare con il vizio di alzare un po' troppo il gomito.

## Personaggi
- Jason Bolt (52 episodi, 1968-1970), interpretato da Robert Brown.
- Jeremy Bolt (52 episodi, 1968-1970), interpretato da Bobby Sherman.
- Joshua Bolt (52 episodi, 1968-1970), interpretato da David Soul.
- Aaron Stempel (52 episodi, 1968-1970), interpretato da	Mark Lenard.
- Candy Pruitt (51 episodi, 1968-1970), interpretata da Bridget Hanley.
- Lottie Hatfield (51 episodi, 1968-1970), interpretata da Joan Blondell.
- capitano Roland Francis Clancey (41 episodi, 1968-1970), interpretato da Henry Beckman.
- Biddie Cloom (38 episodi, 1968-1970), interpretata da Susan Tolsky.
- Ben (28 episodi, 1968-1970), interpretato da Hoke Howell.
- Corky (18 episodi, 1968-1970), interpretato da Robert Biheller.
- Ann (11 episodi, 1968-1970), interpretata da Cynthia Hull.
- Molly (11 episodi, 1969-1970), interpretata da Patti Cohoon-Friedman.
- Christopher (11 episodi, 1969-1970), interpretato da Eric Chase.
- Big Swede (10 episodi, 1968-1969), interpretato da Bo Svenson.
- Franny (10 episodi, 1968-1970), interpretata da Carolyne Barry.
- Miss Essie (9 episodi, 1968-1970), interpretata da Mitzi Hoag.
- Sam (6 episodi, 1968-1969), interpretato da Buck Kartalian.
- Rev. Adams (6 episodi, 1968-1970), interpretato da C. Lindsay Workman.
- Billy (5 episodi, 1968-1969), interpretato da Dick Balduzzi.
- Canada (4 episodi, 1968-1969), interpretato da James Almanzar.
- Mary Ellen (4 episodi, 1968-1969), interpretata da Karen Carlson.
- Giudice Weems (4 episodi, 1968-1970), interpretato da Bill Zuckert.
- George (3 episodi, 1968-1970), interpretato da	Mills Watson.
- Corky (3 episodi, 1968-1969), interpretato da Christopher Stone.
- Frank (3 episodi, 1968-1969), interpretato da Hollis Morrison.
- Sally (3 episodi, 1968-1969), interpretata da Diane Sayer.
- Haynie (3 episodi, 1969-1970), interpretato da Ron Feinberg.

## Produzione
La serie fu prodotta da Screen Gems Television e girata negli studios della Columbia/Sunset Gower a Hollywood e nel ranch della Columbia/Warner Bros. a Burbank in California. Le musiche furono composte da Jake Keller, Hugo Montenegro e Ernie Sheldon (tema musicale: Seattle). L'attore David Soul conobbe sul set Karen Carlson che divenne poi sua moglie.

### Registi
Tra i registi della serie sono accreditati:
- Paul Junger Witt (7 episodi, 1968-1970)
- E.W. Swackhamer (7 episodi, 1968-1970)
- Richard Kinon (6 episodi, 1968-1969)
- Jerrold Bernstein (5 episodi, 1968-1969)
- Bob Claver (3 episodi, 1968-1969)
- Nicholas Colasanto (2 episodi, 1970)

## Distribuzione
La serie fu trasmessa negli Stati Uniti dal 1968 al 1970 sulla rete televisiva ABC. In Italia è stata trasmessa su Italia 1 negli anni ottanta con il titolo Arrivano le spose.

## Episodi
| Stagione         | Episodi | Prima TV USA | Prima TV Italia |
| ---------------- | ------- | ------------ | --------------- |
| Prima stagione   | 26      | 1968-1969    |                 |
| Seconda stagione | 26      | 1969-1970    |                 |